# Бородатка золотиста
Бородатка золотиста (Capito auratus) — вид дятлоподібних птахів родини бородаткових (Capitonidae).

## Поширення
Вид поширений в Південній Америці. Трапляється у тропічних дощових лісах на півдні Венесуели та Колумбії, сході Еквадору, півночі і сході Перу, північному заході Болівії та заході Бразилії.

## Опис
Дрібні птахи, завдовжки близько 20 см. Самці мають помаранчевий лоб. Навколо дзьоба є вузька чорна смужка. Світла вузька смуга починається за очима, утворюючи на спині V-подібну смугу. Спина і решта верхньої частини тіла чорні. Підборіддя і горло червонувато-помаранчеві, на грудях забарвлення переходить в жовтувато-помаранчевий. Черево жовтувато-біле, з боків тіла є сірі плями. Оперення самиць має більше коричневого кольору, на нижній стороні тіла плями щільніші і починаються біля горла. Плечі обведені помаранчевим кольором.